# Удржал, Франтишек
Франтишек Удржал (чеш. František Udržal, 3 января 1866 — 24 апреля 1938) — чешский политик, занимал посты премьер-министра и министра национальной обороны Чехословакии.

## Биография
Родился в помещичьей семье, в 1883—1886 годах учился в академии в Таборе, а затем ещё два семестра в сельскохозяйственном университете в Галле. После службы в австро-венгерской армии стал офицером запаса.
После создания независимой Чехословакии сделал быструю политическую карьеру. Как председатель временной комиссии Национального комитета Чехо-Словакии участвовал в захвате штаба австро-венгерской армии в Праге, который прошёл бескровно. 
В 1918—1920 годах Ф. Урджал был членом Революционного Национального собрания Чехословакии, после чего неоднократно избирался депутатом Национального собрания — в 1920, 1925 и 1929 годах. На парламентских выборах 1935 года был избран сенатором Национального собрания и занимал этот пост до декабря 1937 года, после чего ушёл в отставку. Впоследствии был председателем парламентской и сенаторского клуба аграрная партия.
С 1921 по 1925 годы Удржал занимал пост министра национальной обороны в правительствах Эдуарда Бенеша и первом правительстве Антонина Швеглы и вновь занимал этот пост в 1926—1929 годах в третьем правительстве Антонина Швеглы.
С 1 февраля 1929 по 29 октября 1932 года Удржал дважды возглавлял правительство Чехословакии. В руководящих кругах Аграрной партии сформировалась группа его противников, включая Рудольфа Берана, Йозефа Враны и Франтишека Станека, конфликт с которыми вынудил Удржала к отставке с поста премьер-министра.
В 1937 году по состоянию здоровья Удржал отошёл от политической деятельности.